# Nordea Open 2025
Die Nordea Open 2025 sind ein WTA Challenger-Tennisturnier der WTA Challenger Series 2025 für Damen und ein ATP-Tennisturnier der ATP Tour 2025 für Herren in Båstad und findet für die Damen vom 7. bis 12. Juli 2025 und für die Herren unmittelbar folgend vom 14. bis 20. Juli 2025 statt.

## Herrenturnier
→ Qualifikation: Nordea Open 2025/Herren/Qualifikation